# 2011 HP83
2011 HP83 ist ein großes transneptunisches Objekt, das bahndynamisch als Scattered Disk Object (SDO) eingestuft wird. Aufgrund seiner Größe gehört der Asteroid zu den Zwergplanetenkandidaten.

## Entdeckung
2007 JF45 wurde am 29. April 2011 von einem Astronomenteam am La-Silla-Observatorium (Chile) der Europäischen Südsternwarte (ESO) entdeckt.
Der Beobachtungsbogen des Planetoiden beginnt mit der offiziellen Entdeckungsbeobachtung am 29. April 2011. Bisher wurde der Planetoid nur durch das La-Silla- und das Cerro Tololo-Observatorium (Chile) beobachtet. Im April 2017 lagen insgesamt lediglich 11 Beobachtungen über einen Zeitraum von 2 Jahren vor. Die bisher letzte Beobachtung wurde im Juni 2012 auch wieder am La-Silla-Observatorium durchgeführt. (Stand 27. März 2019)

## Eigenschaften

### Umlaufbahn
2011 HP83 umkreist die Sonne in 387,30 Jahren auf leicht elliptischen Umlaufbahn zwischen 36,12 AE und 70,14 AE Abstand zu deren Zentrum. Die Bahnexzentrizität beträgt 0,320, die Bahn ist 28,64° gegenüber der Ekliptik geneigt. Derzeit ist der Planetoid 37,61 AE von der Sonne entfernt. Das Perihel durchlief er das letzte Mal 2001, der nächste Periheldurchlauf dürfte also im Jahre 2388 erfolgen.
Sowohl Marc Buie (DES) als auch das Minor Planet Center klassifizieren den Planetoiden als SDO; letzteres führt ihn allgemein auch als «Distant Object».

### Größe
Derzeit wird von einem Durchmesser von 315 km ausgegangen, basierend auf einem Rückstrahlvermögen von 8 % und einer absoluten Helligkeit von 5,9 m. Ausgehend von diesem Durchmesser ergibt sich eine Gesamtoberfläche von etwa 312.000 km². Die scheinbare Helligkeit von 2011 HP83 beträgt 21,48 m.
Da es denkbar ist, dass sich 2011 HP83 aufgrund seiner Größe im hydrostatischen Gleichgewicht befindet und somit weitgehend rund sein könnte, erfüllt er möglicherweise die Kriterien für eine Einstufung als Zwergplanet. Mike Brown geht davon aus, dass es sich bei 2011 HP83 um vielleicht einen Zwergplaneten handelt.
| Jahr                                         | Abmessungen km | Quelle   |
| -------------------------------------------- | -------------- | -------- |
| 2018                                         | 336,0          | Johnston |
| 2018                                         | 315,0          | Brown    |
| Die präziseste Bestimmung ist fett markiert. |                |          |